# Курт Гартвіг
Курт Гартвіг (нім. Kurt Hartwig; 21 січня 1887, Ганау — 16 жовтня 1972, Вайнгайм) — німецький офіцер-підводник, корветтен-капітан крігсмаріне. Кавалер ордена Pour le Mérite.

## Біографія

### Початок кар'єри
1 квітня 1905 року вступив на флот. Завершивши базову підготовку на навчальному кораблі «Шарлотта», вступив у військово-морське училище. Після успішного випуску отримав призначення на лінійний корабель «Лотарингія». Потім послідовно проходив службу в 1-й матроській дивізії в Кілі, в 1-й торпедній дивізії і в 3-й торпедній флотилії.
1 жовтня 1913 був переведений вахтовим і торпедним офіцером на легкий крейсер «Дрезден», на якому вирушив 13 грудня 1913 року на східноамериканську станцію.

### Перша світова війна
З початком Першої світової війни «Дрезден» об'єднався при острові Пасхи зі східно-азіатською ескадрою і взяв участь у морській битві при Коронелі. «Дрезден» був єдиним німецьким кораблем, що вцілів після битви при Фолклендських островах. Виявлений британськими крейсерами, «Дрезден» був затоплений біля острова Робінзона Крузо, а команда крейсера інтернована в Чилі.
Гартвігу та іншим офіцерам вдалося пробратися з Південної Америки до Німеччини, куди він прибув 11 липня 1915 року. Вже 16 липня 1915 року він розпочав навчання у школі підводників, також був командиром дивізійного катера «D-5» та підводного човна SM U-16. У червні 1916 року прийняв під своє командування підводний човен SM U-32, на якому вів бойові дії в Середземному морі. 9 січня 1917 біля Мальти йому вдалося потопити двома торпедами британський броненосець «Корнуолліс». Після шести походів 24 грудня 1917 року прийняв командування підводним човном SM U-63, на якому виконав ще 4 походи в Середземному морі.
Всього за час бойових дій здобув 43 торгові кораблі загальною водотоннажністю 139 082 тонни і 1 військовий корабель (14 000 тонн), а також пошкодив 6 торгових кораблів (27 902 тонни). Гартвіг посів чотирнадцяте місце в списку найрезультативніших німецьких підводників Першої світової війни.

### Мирний час
Після війни Гартвіг повернувся до Німеччини. 16 серпня 1920 року звільнився з військової служби. 22 березня 1939 року переданий у розпорядження крігсмаріне, але не отримав призначення.

## Звання
- Морський кадет (1 квітня 1905)
- Фенріх-цур-зее (7 квітня 1906)
- Лейтенант-цур-зее (28 вересня 1908)
- Оберлейтенант-цур-зее (5 вересня 1911)
- Капітан-лейтенант (24 квітня 1916)
- Корветтен-капітан запасу (27 серпня 1939) — підвищений з нагоди 25-ї річниці битви під Танненбергом.

## Нагороди
- Залізний хрест 2-го і 1-го класу
- Королівський орден дому Гогенцоллернів, лицарський хрест з мечами (20 січня 1917)
- Нагрудний знак підводника (1918)
- Pour le Mérite (3 жовтня 1918)
- Почесний хрест ветерана війни з мечами